# Призма Глана — Тейлора

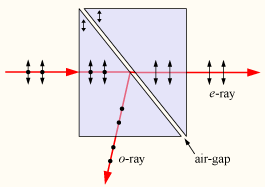
Призма Глана-Тейлора

Призма Глана — Тейлора — одна из наиболее часто используемых в настоящее время призм, предназначена для преобразования излучения с произвольной поляризацией в линейно поляризованное. Конструкция была предложена Аркардом и Тейлором в 1948 году.
Призма состоит из двух прямоугольных призм кальцита (или иногда других двулучепреломляющих материалов), разделённых на своих основаниях воздушным зазором. Оптические оси кристаллов кальцита расположены параллельно плоскости отражения. Полное внутреннее отражение s-поляризованного света от воздушного зазора гарантирует, что только р-поляризованной свет пропускается устройством. Поскольку угол падения на зазор может быть достаточно близким к углу Брюстера, нежелательное отражение p-поляризованного света уменьшается, что обеспечивает лучшее пропускание призмы Глана — Тейлора, чем конструкция Глана — Фуко. Хотя прошедший луч полностью поляризован, отраженный луч - нет. Стороны кристалла можно отполировать, чтобы позволить выходить отражённому лучу, или можно зачернить, чтобы поглотить его. Последний уменьшает нежелательное френелевское отражение отклонённого луча.
Существует вариант конструкции, называемый лазерной призмой Глана. Это призма Глана – Тейлора с более крутым углом выреза в призме, что снижает потери на отражение за счёт уменьшения угла поля зрения. Такие поляризаторы также обычно рассчитаны на очень высокую интенсивность луча, например, создаваемого лазером. Различия могут включать использование кальцита, выбранного из-за низких потерь на рассеяние, улучшенного качества полировки на гранях и особенно на сторонах кристалла, а также лучших просветляющих покрытий. можно приобрести призмы с порогом радиационного поражения более 1 ГВт/см2.